# Callistethus naponensis
Callistethus naponensis är en skalbaggsart som beskrevs av Ohaus 1897. Callistethus naponensis ingår i släktet Callistethus och familjen Rutelidae. Inga underarter finns listade.